# أفروجاك

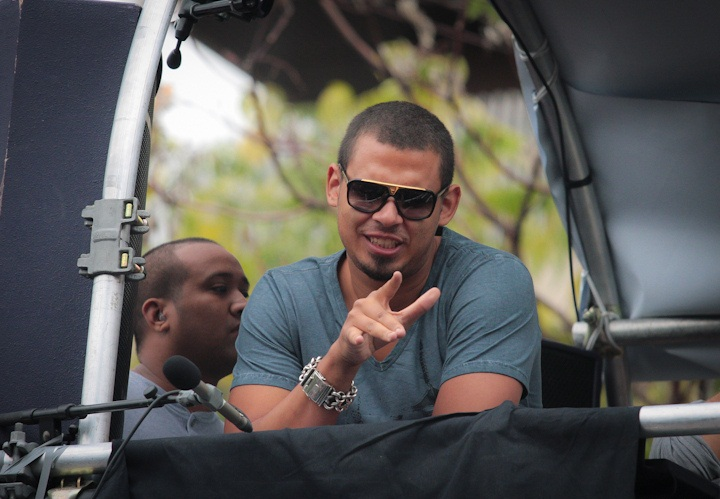
أفروجاك في 2011

نيك فان دن فيل (بالهولندية: Nick van de Wall) و اسمه الفني أفروجاك (بالهولندية: Afrojack) وهو دي جاي ومنتج موسيقي هولندي، ولد في 9 سبتمبر 1987 في سبيكينيسي في هولندا، شارك مع أشهر الفنانين من ديفيد جوتا وبيتبول وإيفا سيمونس وستيف أوكي وسنوب دوغ وني-يو. إرتبط بعلاقة مع الممثلة وسيدة الأعمال الأمريكية باريس هيلتون وله ابنة واحدة منها.

## روابط خارجية
- أفروجاك على موقع IMDb (الإنجليزية)
- أفروجاك على موقع ميوزك برينز (الإنجليزية)
- أفروجاك على موقع رولينغ ستون (الإنجليزية)
- أفروجاك على موقع أول ميوزيك (الإنجليزية)
- أفروجاك على موقع ديسكوغز (الإنجليزية)